# روبرت بويل
روبرت وليام بويل (25 يناير 1627– 31 ديسمبر 1691)، أنجلو إيرلندي، عضو بالجمعية الملكية، فيلسوف طبيعي، كيميائي، فيزيائي ومخترع. ولد في لايمور بمقاطعة وترفورد، أيرلندا. الابن الرابع عشر لإيرل كورك الأول في إيرلندا. يعد من أبرز الذين عملوا في مجال الغازات وخواصها، وهو أحد مؤسسي الكيمياء بمعناها الحديث، وأحد أهم رواد الطريقة العلمية التجريبية الحديثة. في عام 1657 قام بتطوير مضخة هوائية وبدأ بدراسة العلاقة العكسية بين الضغوط والحجوم للغازات المختلفة عند ثبوت درجة الحرارة في نظام مغلق، ووضع بذلك قانوناُ يعرف الآن باسمه قانون بويل. يعتبر صياغته لقانون بويل أهم أعماله، يعد كتابه الكيميائي المتشكك حجر زاوية في علم الكيمياء. كما أنه يعد أول من قام بفصل الميثانول من بين المنتجات الناتجة عن التقطير الاتلافي للخشب وذلك عام 1661. وهو أول من وضع تعريف للعنصر، وقال بأنه مادة نقية بسيطة لا يمكن تحليلها إلى ما هو أبسط منها بالطرق الكيميائية المعروفة. كان بويل أنجليكاني وله كتابات عديدة في علم اللاهوت.

## السيرة الذاتية

### السنوات الأولى

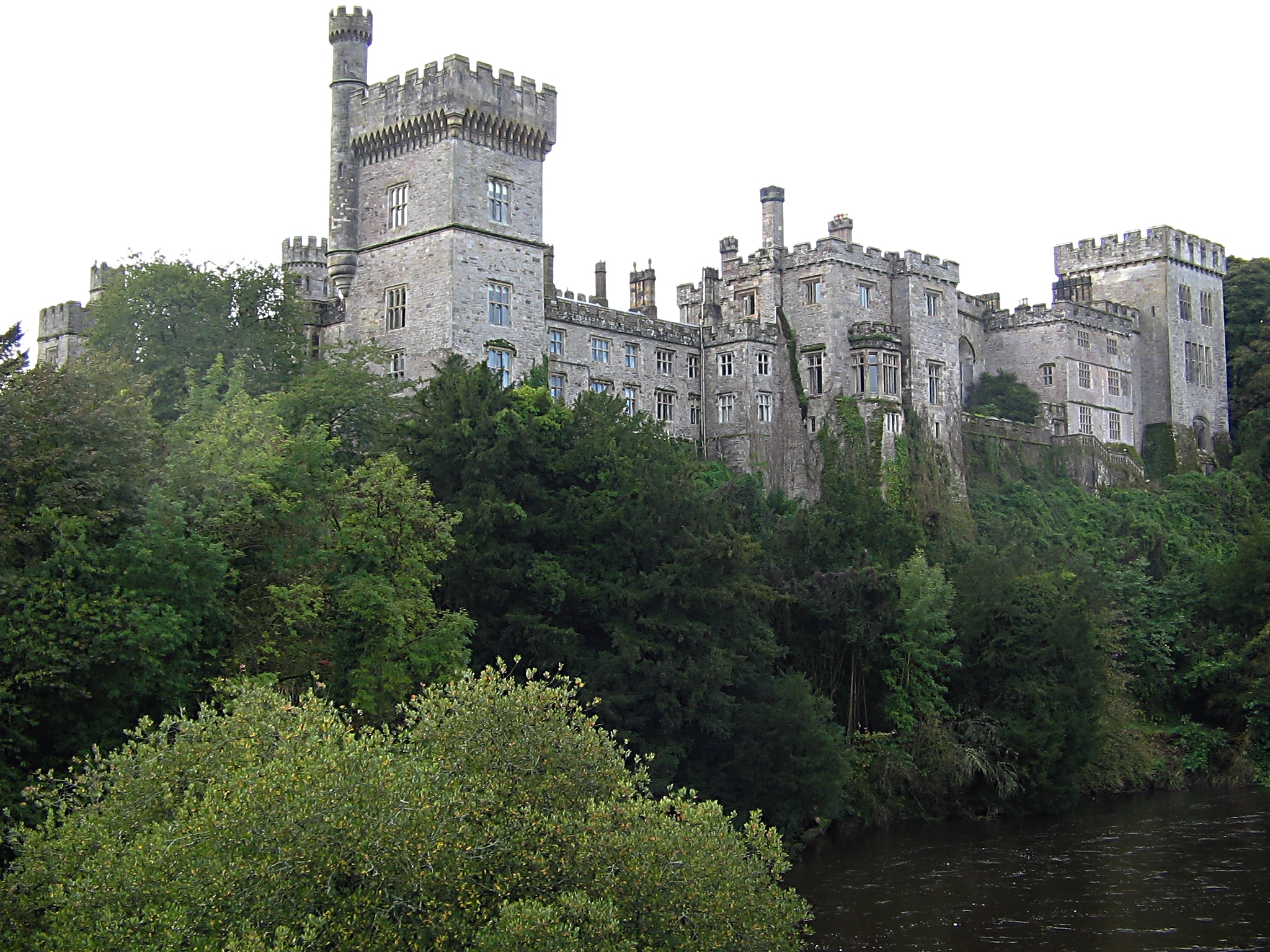
قلعة لايمور، مقاطعة وترفورد، أيرلندا

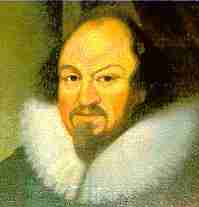
ريتشارد بويل الإيرل الأول لكورك والد روبرت بويل

ولد بويل في قلعة لايمور، مقاطعة وترفورد، أيرلندا. الابن السابع والطفل الرابع عشر لريتشارد بويل- الإيرل الأول لكورك- وكاثرين فنتون. وصل ريتشارد بويل إلى دبلن من إنجلترا في عام 1588. في فترة حكم أسرة تيودور أصبح ريتشارد من ضمن حاشي الملك (إنتفع ريتشارد في ذلك الوقت من قانون تحويل ورث الأفراد الذين ليس لهم ورثة إلى الولاية أو إلى أعضاء الأسرة الحاكمة وحاشيتهم). قبل ولاده روبرت كان ريتشارد قد حصل على ملكية العديد من الأراضي. أما أمه كاثرين فنتون فهي ابنه السير جوفري فنتون مستشار سابق في حكومة الدولة الإيرلندية، المولود في دبلن عام 1539، وأليس وستون، ابنه روبرت وستون المولودة في لايمور في عام 1541.
أرسل بويل إلى أسرة محلية لتكفلة (كانت هذه الممارسة شائعة في أيرلندا وويلز واسكتلندا) وهو ما زال طفل صغير وهو ما حدث ما إخوته الأكبر سنا. وقبل أن يبلغ الثامنة من العمر كان قد تلقى دروسا في اللاتينية واليونانية والفرنسية. بعد وفاة والدته، أرسله والده إلى كلية إيتون في إنكلترا، حيث كان صديقه هنري وتون عميدا للكلية.
في ذلك الوقت، إستاجر والده مدرس خصوصي له يدعى روبرت كارو، الذي كان على علم كافي بالأيرلندية ليكون مدرس خاص لإبنه في إيتون. بالرغم من محاولات كارو لتعليمة الأيرلندية كان كل اهتمام بويل منصبا على الفرنسية واللاتينية. حاول روبرت تحويل اهتمام بويل للأيرلندية بدلا من الفرنسية واللاتينية لكن بلا جدوى. أمضى روبرت بويل ثلاث أعوام في إيتون قبل أن يسافر إلى فرنسا. سافر أيضا إلى إيطاليا في عام 1641 حيث أمضى فصل الشتاء في فلورنسا ليدرس مفارقات غاليليو غاليلي الذي كان مازال حيا.

### السنوات الوسطى

أوروبا القارية هي أوروبا عدا بريطانيا وجزيرة مان وجزر القنال وإيرلندا وأيسلندا.

عاد بويل إلى إنجلترا في منتصف عام 1644 بعد جولتة في أوروبا القارية مهتما بالبحث العلمي، بعد عام من وفاة والده الذي ترك له مزرعة ستالبريدجي في دورست، إنجلترا، غير ممتلكاته التي حصل عليها في مقاطعة ليميريك، أيرلندا. منذ ذلك الوقت، كرس روبرت حياته للبحث العلمي، وسريعا ما أخذ مكانا بارزا في مجموعة بحثية باسم الكلية الخفية (مجموعة بحثية إهتمت بتطوير الفلسفة الجديدة وهي الأصل الممهد للجمعية الملكية). حيث كان يقابلهم في لندن، وتحديدا في كلية جريشام أوجامعة أكسفورد.

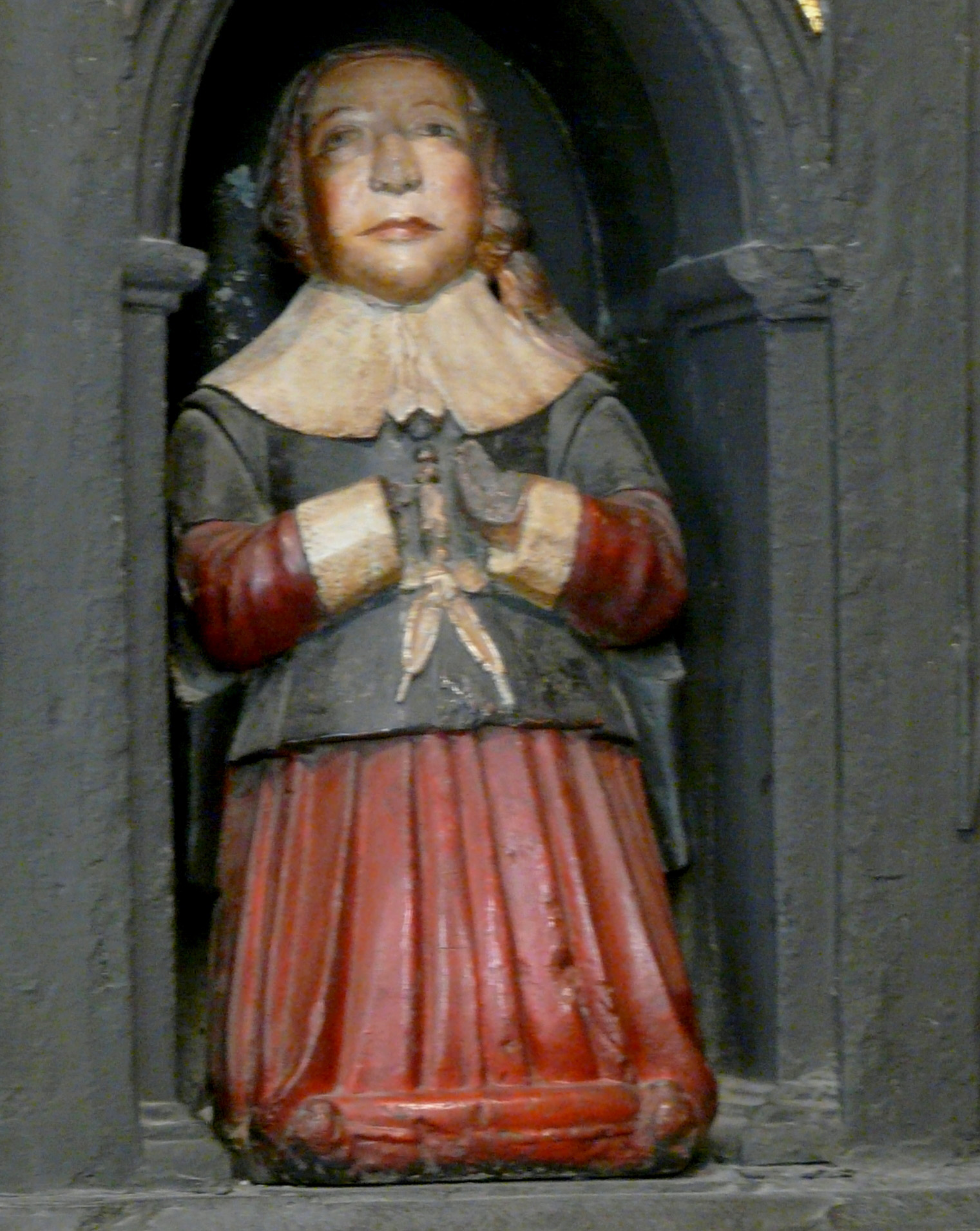
تمثال لطفل صغير، يعتقد أنه لبويل، يوجد في النصب التذكاري لوالده في كاتدرائية القديس باتريك، دبلن.

بدأ روبورت بالسفر لمباشرة أعماله في أيرلندا منذ عام 1647، إلى أن انتقل إليها في عام 1652. لم يكن سفره بالأمر الجيد لمسيرته العلمية نتيجة لتعرضة للتشتيت وعدم قدرته على متابعه أعماله الكيميائيه. وصف بويل أيرلندا في إحدي خطاباته واصفا إيها بالبلد الهمجية، والتي لا يفهم سكانها شيئا عن علم الكيمياء.

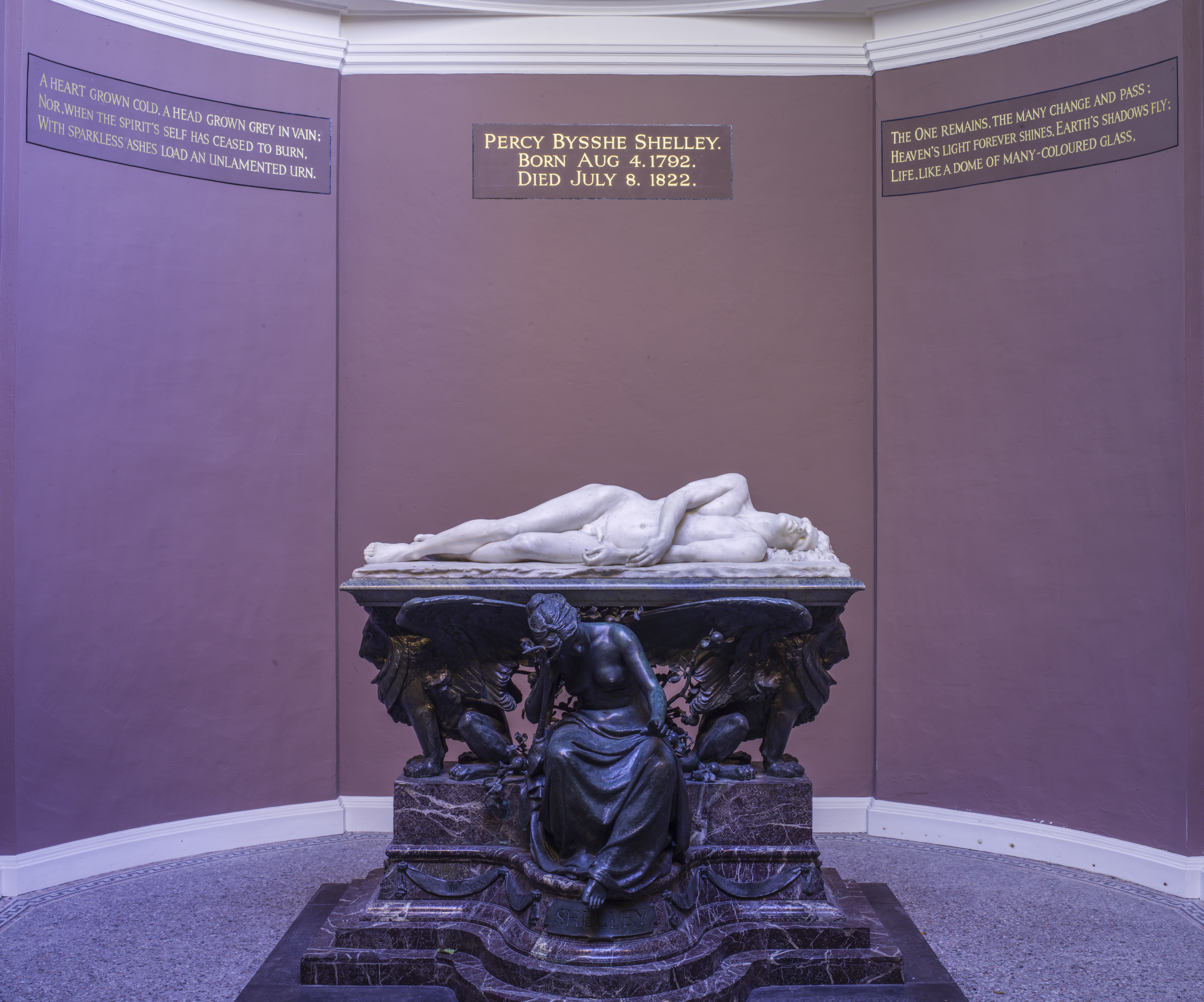
نصب شيلي التذكاري.

في عام 1654، غادر بويل أيرلندا متوجها إلى أكسفورد ليواصل عمله بنجاح، يوجد له نقش على حائط كلية بالجامعة (يسمى الآن بموقع النصب التذكاري شيلي) موضحا البقعة التي كانت حتى القرن التاسع عشر ساحة الجامعة. إستاجر بويل غرف من صيدلي ثري يمتلك القاعة.
اقتداءا بنموذج أوتو فون غيريكا لمضخة الهواء عام 1657، قرر بمساعدة روبرت هوك أن يطور هذه الآلة، لينجح في عام 1659 أن يصنع ألة بويلينا وتسمى أيضا محرك بنيوماتيكال، ثم بدأ بعد ذلك بإجراء سلسلة من التجارب لدراسة خواص الهواء. نشرت ملخص أعمال بويل مع مضخة الهواء في عام 1660 تحت عنوان تجارب جديدة للفيزياء الميكانيكية.
إنتقد العديد من العلماء محتوى كتاب بويل مثل اليسوعيون وفرانسيس لاين (1595–1675)، الذي رأى أن بويل لم يكن الأول الذي أشار إلى العلاقة العكسية بين حجم الغاز وضغطه عند ثبوت درجة الحرارة في نظام مغلق، وأن بويل لا يستحق أن يسمى القانون على اسمه. فقد سبقة العالم الإنجليزي هنري باور الذي أشار إلى هذا القانون عام 1661. نشر بويل في عام 1662 ورقة بحثية بالمصادر الذي إعتمد عليها في كتابه كان بينها رسالة بينه وبين باور. في أغلب أوروبا ينسب القانون إلى آدم ماريوت على الرغم من أنه لم ينشر أعماله حتى عام 1676 وأنه كان على الأرجع مدركا لأعمال بويل في ذلك الوقت.

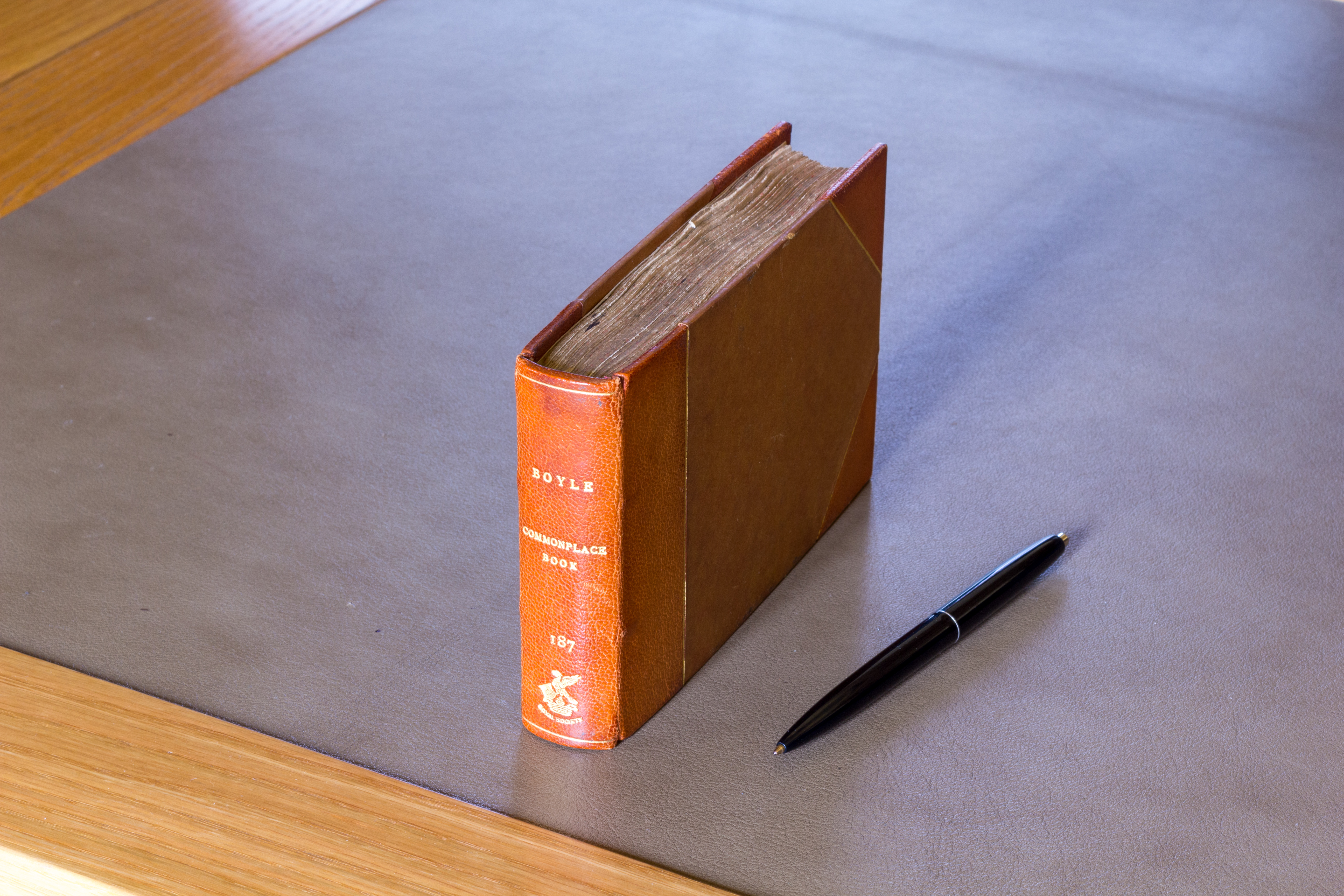
واحدة من مذكرات روبرت بويل (1690-1691) موجودة في الجمعية الملكية بلندن.

في عام 1663 أصبحت مجموعة الكلية الخفية تعرف بجمعية لندن الملكية لتحسين المعرفة الطبيعية، وتمت الموافقة على ميثاق الجمعية من قبل تشارلز الثاني ملك إنجلترا على شرط أن يكون بويل عضوا في المجلس. في عام 1680، تم انتخاب بويل رئيسا للجمعية، ولكنه رفض المنصب لاعتقاده أنه غير كفء.
كتب بويل قائمة أمنيات بالاختراعات المحتلمة المتوقع ظهورها قريبا شملت إطالة عمر الإنسان، فن الطيران، الضوء الأبدي، صناعة دروع خفيفة وصلبة للغاية، سفن تسير بالرياح فقط (السفن الشراعية)، سفن غير قابلة للغرق، طرق مؤكده لتحديد خطوط الطول، مخدرات هلوسة، ذاكرة محمولة، وأدوية لتهدئة الألام، أدوية منومة، أدوية طاردة للأحلام السيئة. كانت هذه القائمة مجرد خيال في عقله آنذاك وبالفعل تم تحقيق أكثر من أمنية في هذه القائمة.
عندما كان بويل في أكسفورد في ذلك الوقت منح لقب فارس، بدأ إعطاء هذا اللقب في أكسفورد بأمر ملكي قبل وقت قليل من وصول بويل. شهدت الفترة الأولى من وصول بويل بالعديد من أحداث العنف داخل البرلمان، وتعرف هذه الفترة بالفترة الأكثر سرية لترقية الأفراد للقب فارس.
في عام 1668 غادر بويل أكسفورد متجها إلى لندن ليقيم في منزل مع أخته الكبرى كاثرين جونز، ليدي رانيل، بال مول. عرف جميع معاصرية مدى تأثير كاثرين عليه وعلى أعماله، ولكن لسبب ما لم يذكر أغلب المؤرخين هذا الدور.

### السنوات الأخيرة

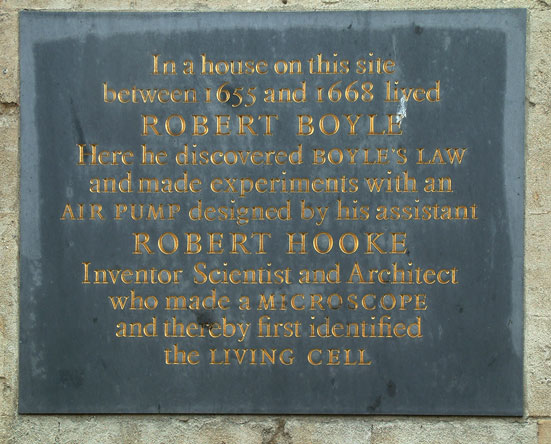
نصب تذكاري تكريما له مع روبرت هوك

تعرض بويل في عام 1669 لأكثر من نوبة صحية وبدأت صحته بالانهيار، فإنسحب تدريجيا من الارتباطات العامة، توقف عن مراسلة الجمعية الملكية، وأعلن عن رغبته في أن يعفى من إستقبال الضيوف ما لم يكن أمرا طارئ أو مناسبة شديدة الأهمية بشرط أن تكون قبل ظهيرة يوم الثلاثاء والجمعة أو بعد ظهر يوم الأربعاء والسبت. في أوقات فراغة قام ترتيب أوراقه، وتحضير العديد من التحقيقات الكيميائية التي أراد أن تترك كتراث له. ساءت صحته جدا في عام 1691، وتوفي في 31 ديسمبر في نفس العام، بعد أسبوع من وفاة شقيقته التي عاش معها لأكثر من عشرين عامًا. توفي بويل عن عمر يناهز 64 عاما من الشلل.
دفن بويل في ساحة كنيسة سانت مارتن، خطب الأسقف جيلبرت برنت في جنازته. ترك بويل مع وصيته سلسلة من المحاضرات المعروفة الآن بمحاضرات بويل.
يوجد نصب تذكاري له ولروبرت هوك في نصب شيلي التذكاري لجامعة أوكسفورد نقش عليه:
| في منزل في هذا الموقع ما بين عام 1655 وعام 1668 عاش روبرت بويل هنا إكتشف قانون بويل هنا قام بتجاربه وإستطاع بناء مضخة هوائية بمساعدة روبرت هوك مخترع، عالم، مهندس معماري مخترع الميكروسكوب وصاحب أول وصف صحيح عن الخلايا |

## الإسهامات العلمية

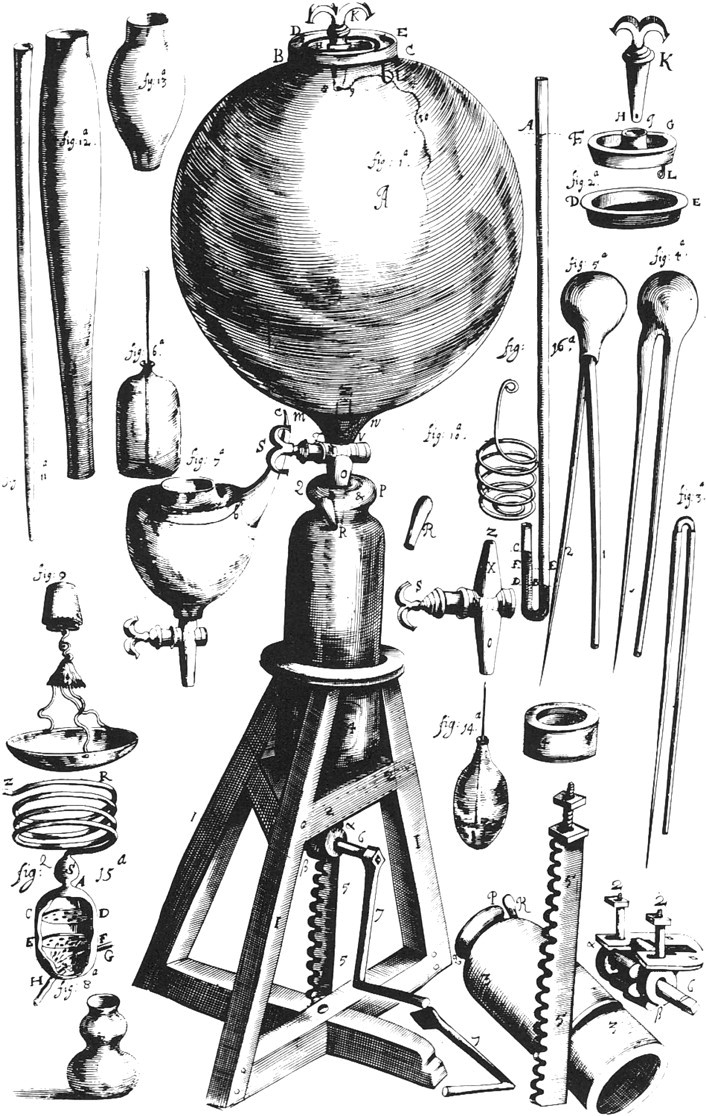
مضخة بويل الهوائية

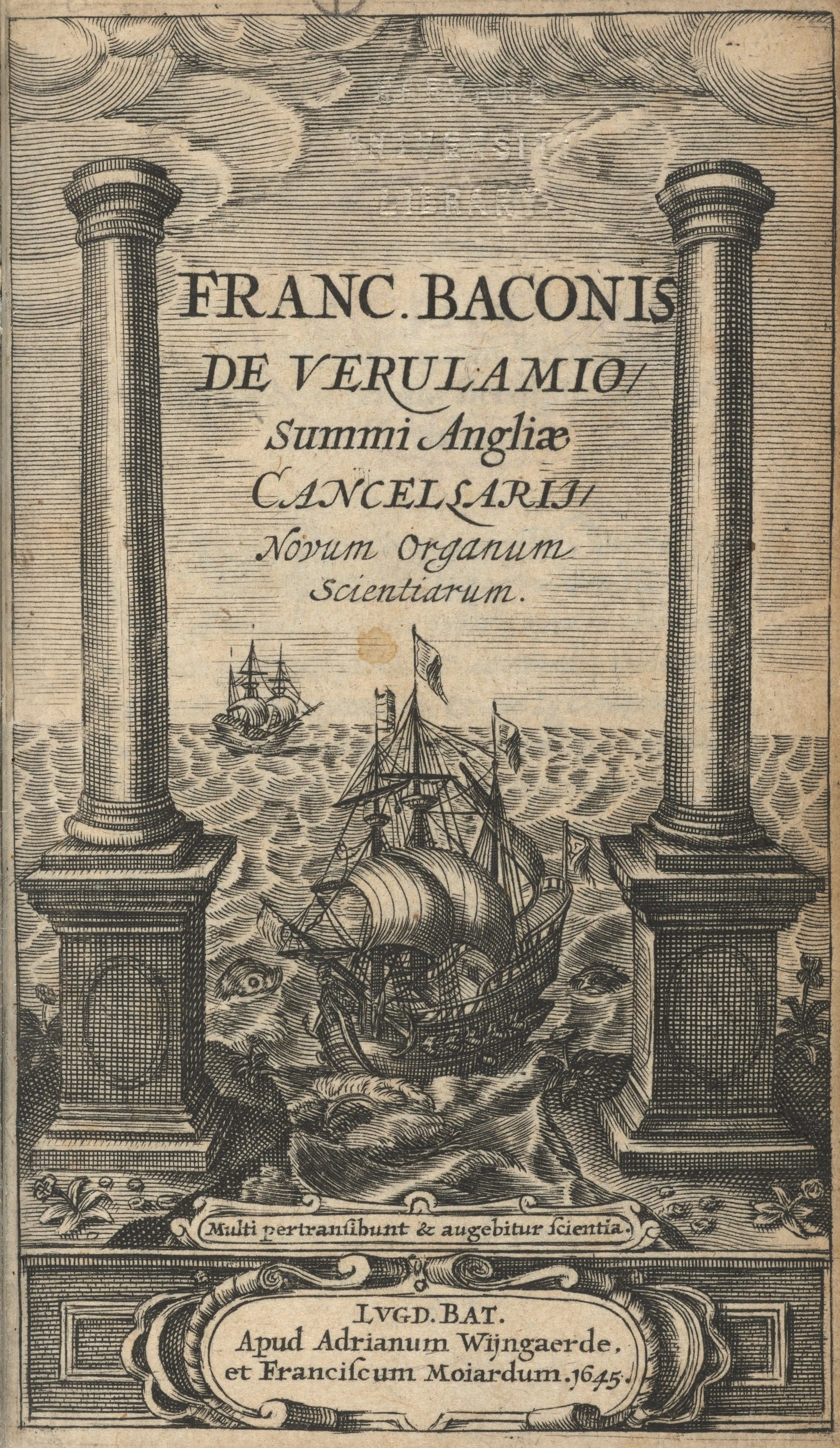
الغلاف الخارجي لكتاب فرانسيس بيكون نوفوم أورجانوم «أداة جديدة في العلوم»
(Novum Organum).

يرجع سبب اعتبار بويل باحث علمي من الدرجة الأولى إلى تطبيقه لمبادئ فرانسيس بيكون الذي ذكرها في كتابه نوفوم أورجانوم (Novum Organum) «أداة جديدة في العلوم». بالرغم من أنه لم يعتبر نفسه أبدا تابعا لبيكون، أو لأي مدرس آخر. لم ينكر بويل أو يؤكد أي من النظريات الحديثة وأصر على أن يكون رأيه محايدا حتى تأتي تجربة تؤكد أو ترفض النظرية، كما إمتنع عن أي إجراء أي دراسة حول الذرية أو النظام الديكارتي.
كان روبرت بويل خيميائيا إعتقد بإمكانية التحويل بين العناصر وبعضها، وقام بإجراء العديد من التجارب في محاولة منه لإثبات صحة رأية، ولكنه لم يستطع تحقيق ما يذكر. لم يكن حظه من الفيزياء كحظة في الكيمياء، فلم يكن اكتشافه لقانون بويل هو العمل الفيزيائي الوحيد الشهير له، فيرجع لبويل الفضل في اكتشاف أن تغلل الهواء في كائن ما يولد صوت، غير دراسته القيمة عن تجمد المياة، الجاذبية الخاصة، ظاهرة الإنكسار، البلورات، الكهرباء، الألوان والموائع. بالرغم من تأثيره الكبير في الفيزياء كانت الكيمياء هي المادة المفضلة لدية.
يعتبر كتاب الكيميائي المتشكك هو أول كتابات بويل، نشر عام 1661. ناقش بويل في هذا الكتاب التجارب التي حاول فيها العلماء إثبات أن الملح، الكبريت والزئبق هي المواد الأساسية الحقيقية. كما حاول إثبات أن الكيمياء هي علم تكوين المواد لا علم مساعد للخيميائين والأطباء.
صنف بويل المواد على حسب حالتها المادية وفرق بين أنواع مختلفة من المركبات والأخلاط. فإكتشف طريقة للكشف عن مكونات أي مركب أو خليط وسمى الطريقة التحليل. وإقترح بعد ذلك أن العناصر تتألف من جزيئات مختلفة من الأنواع والأحجام لا نستطيع فصلهم بأي طريقة معروفة في الوقت الحالي. لبويل العديد من الإسهامات في مجال كيمياء الإحتراق، علم وظائف الأعضاء والطفيليات وخصوصا دراسة البكتيريا.

## الإهتمامات اللاهوتية
بالإضافة إلى الفلسفة، كرس بويل الكثير من الوقت لعلم اللاهوت، مركزا على الجانب العملي غير مكترثا بالجدل المثار في ذلك الوقت. فمع تعيين ملك جديد للبلاد عام 1660، تلقى بويل قبولا حسنا في المحكمة. وفي عام 1665، رفض بويل منصب أسقف في كلية إيتون، لاعتقاده أن كتاباته عن المواضيع الدينية كفرد عادي أفضل وأجود من كتاباته عندما يعمل بها ويتلقى راتبا منها.
شارف بويل على الحملات التبشيرية المسئولة عن نشر المسيحية في الشرق عندما كان مديرا لشركة الهند الشرقية، بتمويل هذه الحملات وتوفير الأموال اللازمة لترجمة الكتاب المقدس أو أجزاء منه إلى لغات مختلفة على حسب البلد المراد دخولها. دعم بويل سياسة تحويل لغة الكتاب المقدس إلى اللغة العامية للبلد. نشرت نسخة للعهد الجديد باللغة الأيرلندية في عام 1602 ولكنها كانت نادرة وغير متوفرة في حياة بويل. في الفترة ما بين 1680 و 1685 أشرف بويل شخصيا على عملية طباعة الكتاب المقدس العهد القديم والجديد من ماله الخاص، في أيرلندا.
إهتم بويل بدراسة علم الأعراق، فكان رائدا في دراسة الأجناس. أمن بويل بأن جميع البشر مهما كانت أشكالهم أو ثقافتهم إنحدروا من أصل واحد: آدم وحواء. لإثبات ذلك قام بويل بدراسة قصص عن آباء وأمهات أنجبوا أطفال بألوان مختلفة. وذكر أن آدم وحواء كانوا بيض اللون وأن القوقازيين قادرين على إنجاب جميع الألوان والعروق.
طور بويل نظرية روبرت هوك وإسحاق نيوتن عن الألوان وطبيعة الضوء في خطابات بوليجينيسيس، متوقعا أن هذه الاختلافات بين الألوان ترجع إلى انطباعات منووية. بأخذ ذلك في الاعتبار، قد يعتبر بويل من أوائل من قاموا بالبحث في أصول العروق ووجد تفسيرا مناسبا على حسب إمكانيات عصره، حقيقة إلى أننا نعلم الآن أن لون البشرة يعتمد على الجينات والتي تنتقل عن طريق السائل المنوي.
في وصيته، أوصى بويل بمبلغ من المال لتحضير سلسلة من المحاضرات للدفاع عن الدين المسيحي ضد المهاجمين كالملحدين والربوبيين، اليهود والمسلمين.

## التكريمات والجوائز

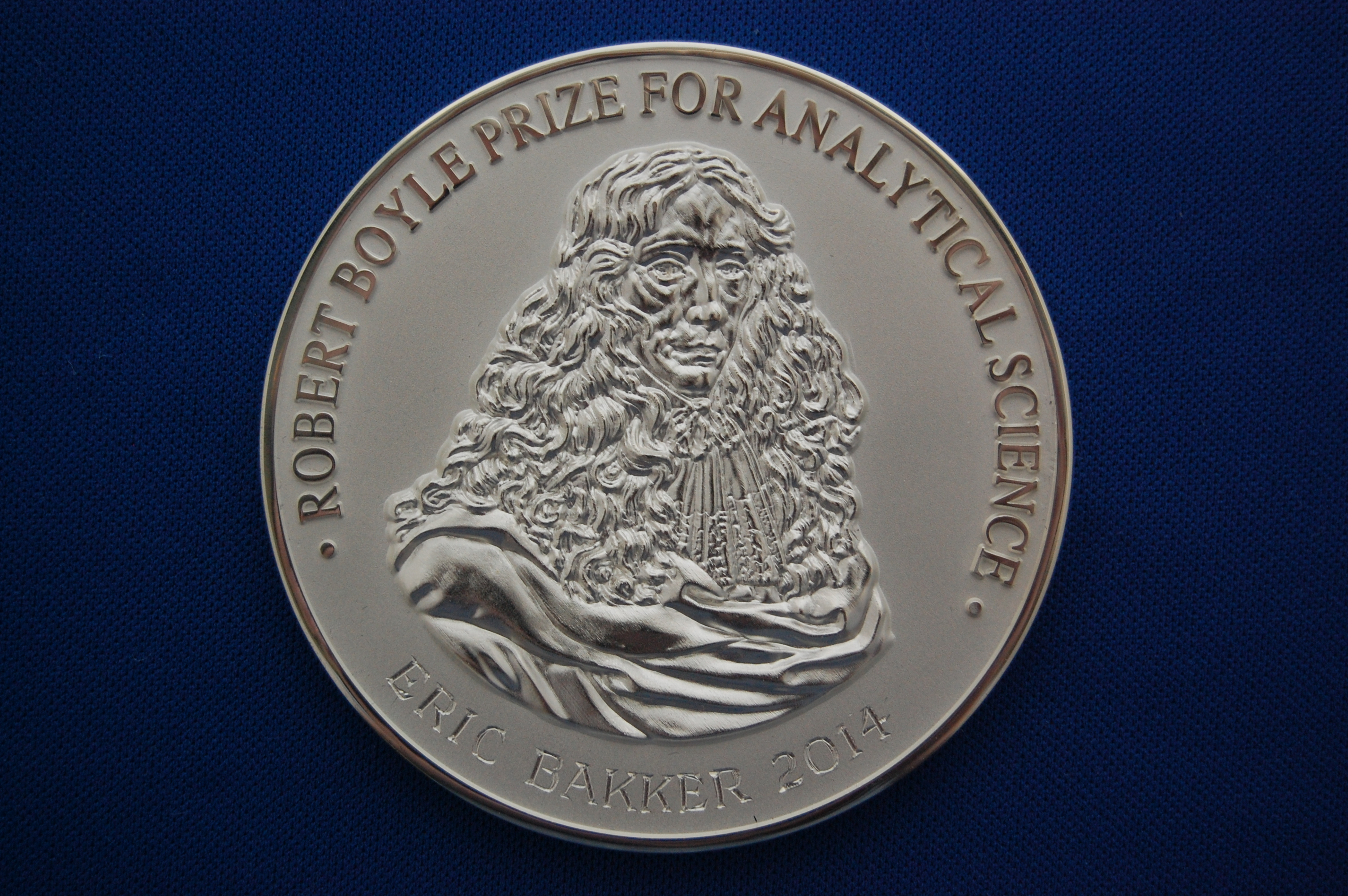
ميدالية روبرت بويل للعلوم التحليلية.

كأحد مؤسسي الجمعية الملكية، تم انتخاب بويل عضوا في الجمعية في عام 1663. وسمى قانون بويل للغازات على اسمه تكريما له. كما خصصت الجمعية الملكية قسم الكيمياء جائزة باسمه للمتميزين في العلوم التحليلية. لم تكن تلك هي الميدالية الوحيدة المسماة على اسمه، ففي عام 1899 تم تخصيص ميدالية بويل للتفوق العلمي في أيرلندا، تمنحها الجمعية الملكية في دبلن بالاشتراك مع التايمز الأيرلندية. في عام 2012، قام معهد ووترفورد للتكنولوجيا بإنشاء مدرسة روبرت بويل الصيفية بدعم من قلعة لايمور. وهي مدرسة تنظم فاعليات سنوية لتكريم تراث روبرت بويل.

## أعمال هامة
هذة قائمة بأهم أعمال روبرت بويل:

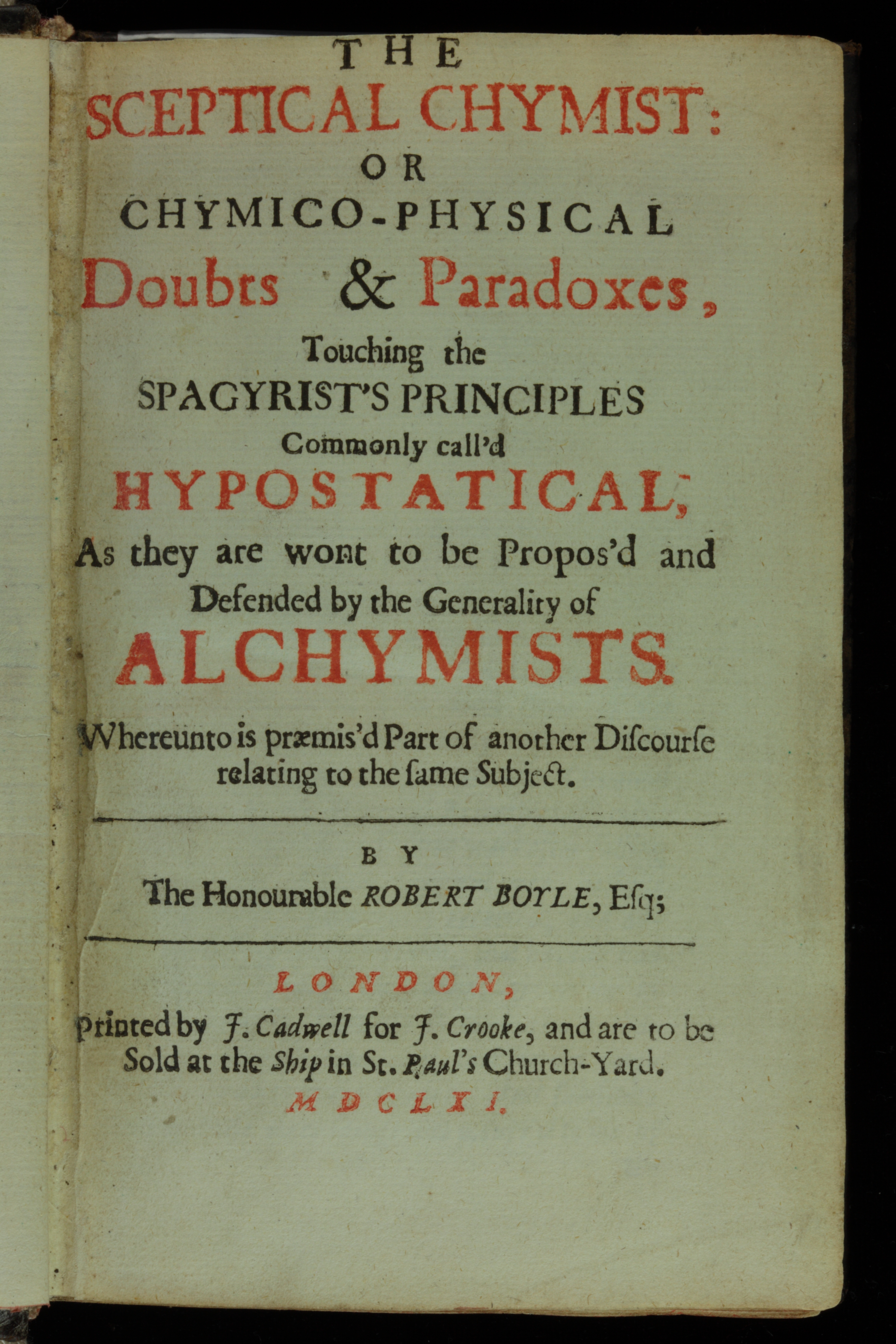
غلاف كتابه الشهير الكيميائي المتشكك (1661)

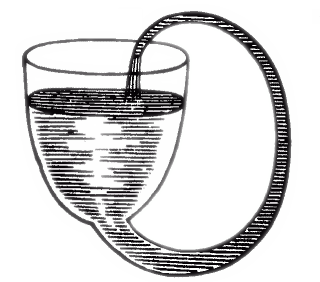
قارورة بويل ذاتية التدفق، آلة أبدية.

- 1660: تجارب جديدة على الفيزياء والميكانيكا، دراسة على حركة السوستة.
- 1661: كتاب الكيميائي المتشكك.
- 1663: تأكد من أن تجارب الفلسفة الطبيعية لا فائدة لها (نشر جزء ثاني عام 1671).
- 1664: تجارب على الألوان.
- 1665: تجارب على درجات الحرارة، درجة حرارة بويل.
- 1666: تناقضات هيدروليكية.[41]
- 1666: وصف مرض الضغط.[42]
- 1670: درس درجات الحرارة في مختلف المناطق كقاع البحر.
- 1672: دراسات حول منشأ وفضائل الأحجار الكريمة.
- 1673: دراسات حول الكفاءة.
- 1674: دراسات عن الحقائق الخفية للطيران.
- 1676: قام بالعديد من التجارب في الكهربية والمغناطيسية.
- 1684: قام بدراسة الدم البشري.
- 1685: قام بدراسة المياه المعدنية.
- 1690: نشر كتاب الابداع المسيحي.

## وصلات خارجية
- روبرت بويل على موقع الموسوعة البريطانية (الإنجليزية)
- روبرت بويل على موقع إن إن دي بي (الإنجليزية)
- أعمال أو نبذة عن روبرت بويل على أرشيف الإنترنت
- هذه المقالة تتضمن نصاً من منشور أصبح الآن في الملكية العامة: Chisholm, Hugh, ed. (1911). "Boyle, Robert". Encyclopædia Britannica (بالإنجليزية) (11th ed.). Cambridge University Press.